# Premi Hugo
Els Premis Hugo són una sèrie de guardons atorgats a obres de ciència-ficció o, en menor grau, de fantasia, així com a artistes gràfics, guionistes, editors, etc. Van tenir una gran rellevància en les dècades de 1960 i 1970.
Els Premis Hugo reben el seu nom en honor de Hugo Gernsback, fundador de la revista de ciència-ficció Amazing Stories i inventor del terme ciència-ficció.
Els premis es concedeixen anualment des de 1953 a la Convenció mundial de ciència-ficció (Worldcon). En cada edició es crea la Premi Hugo (WSFS), els membres participen en la selecció prèvia, una selecció de cinc candidats i un guanyador final en cada categoria. Normalment se celebra a l'estiu (agost o setembre) a les costes est o oest dels EUA. Els premis a obres són atorgats l'any següent de la publicació d'aquestes, i els premis a persones es concedeixen, igualment, per la tasca realitzada en l'any previ a la concessió del premi.
Durant la celebració de l'esdeveniment es reparteixen altres premis, com el Premi John W. Campbell al millor autor novell de l'any (no confondre amb el Premi John W. Campbell Memorial).
El disseny del premi va ser obra de Benedict Jablonski, que va basar el mateix en una petita nau espacial d'acer inoxidable que adornava el capó de l'Oldsmobile 88.

## Categories premiades
Els premis Hugo vigents són:
- Premi Hugo a la millor novel·la
- Premi Hugo a la millor novel·la curta (entre 17500 i 40000 paraules)
- Premi Hugo al millor relat
- Premi Hugo al millor relat curt (menys de 7500 paraules)
- Premi Hugo al millor llibre de no ficció
- Premi Hugo al millor editor professional (format llarg)
- Premi Hugo al millor editor professional (format curt)
- Premi Hugo al millor artista professional
- Premi Hugo a la millor història gràfica
- Premi Hugo al millor fanzine
- Premi Hugo al millor fanzine semiprofessional
- Premi Hugo a la millor representació dramàtica (format llarg)
- Premi Hugo a la millor representació dramàtica (format curt)
- Premi Hugo al millor artista amateur
- Premi Hugo al millor escriptor amateur

Anteriorment es van atorgar premis en altres categories, com el millor autor novell de ciència-ficció, el millor il·lustrador de pàgines interiors, el millor ressenyador o el millor web temàtic, entre d'altres.